# Rachef
Rachef († cca 2532 př. n. l.; dříve též Chefren nebo Chafre) byl staroegyptský panovník, čtvrtý faraon 4. dynastie během první poloviny období Staré říše (cca 2700–2200 př. n. l.). Byl synem faraona Chufua a na trůn nastoupil po svém bratru Radžedefovi.
Rachefův obrovský pyramidový komplex v Gíze, známý jako Rachefova pyramida, je co do velikosti překonán pouze pyramidou jeho otce (Velkou pyramidou). Velká sfinga v Gíze byla podle většiny egyptologů rovněž postavena pro něj. O Rachefovi se mnoho neví, kromě zpráv od Hérodota, řeckého historika, který psal o 2 000 let později.

## Rodina a příbuzenstvo
Rachef byl synem Chufua, stavitele Velké pyramidy a Velké sfingy v Gíze, a královny Henutsen. Měl několik bratrů, nejznámějším z nich byl Radžedef. Rachef měl několik manželek, k nejznámějším patří Chamerernebtej I., která byla jeho poloviční sestrou a se kterou měl syna Menkaure a dceru Chamerernebtej II. Další jeho manželkou byla Meresanch III. (dcera prince Kawaba a královny Hetepheres II.). S tou měl čtyři syny Nebemacheta, Niuserrea, Chentetku a Duaenre a dceru Šepsestkau. Jeho nejznámějším potomkem je Menkaure, který se později stal faraonem a nechal si postavit nejmenší pyramidu v Gíze. Ta však nebyla zcela dokončena ve fázi uložení žulového obložení. Nicméně vysoká kvalita a bohatství Rachefovy hrobky, vybudované v průběhu jeho vlády, naznačuje, že Egypt byl za jeho vlády prosperující říší.

## Vláda

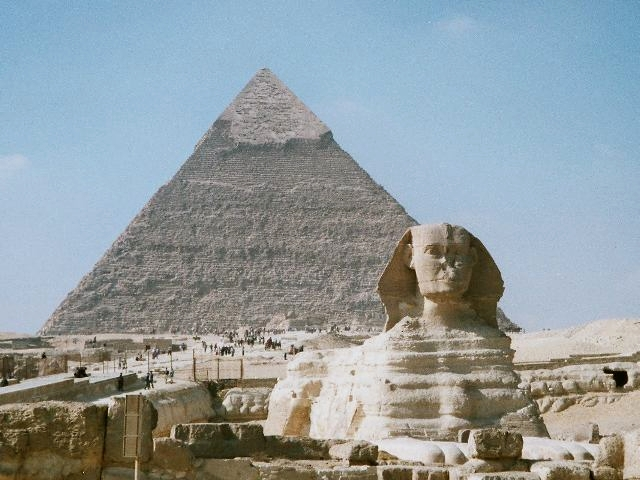
Velká sfinga v Gíze, v pozadí Rachefova pyramida

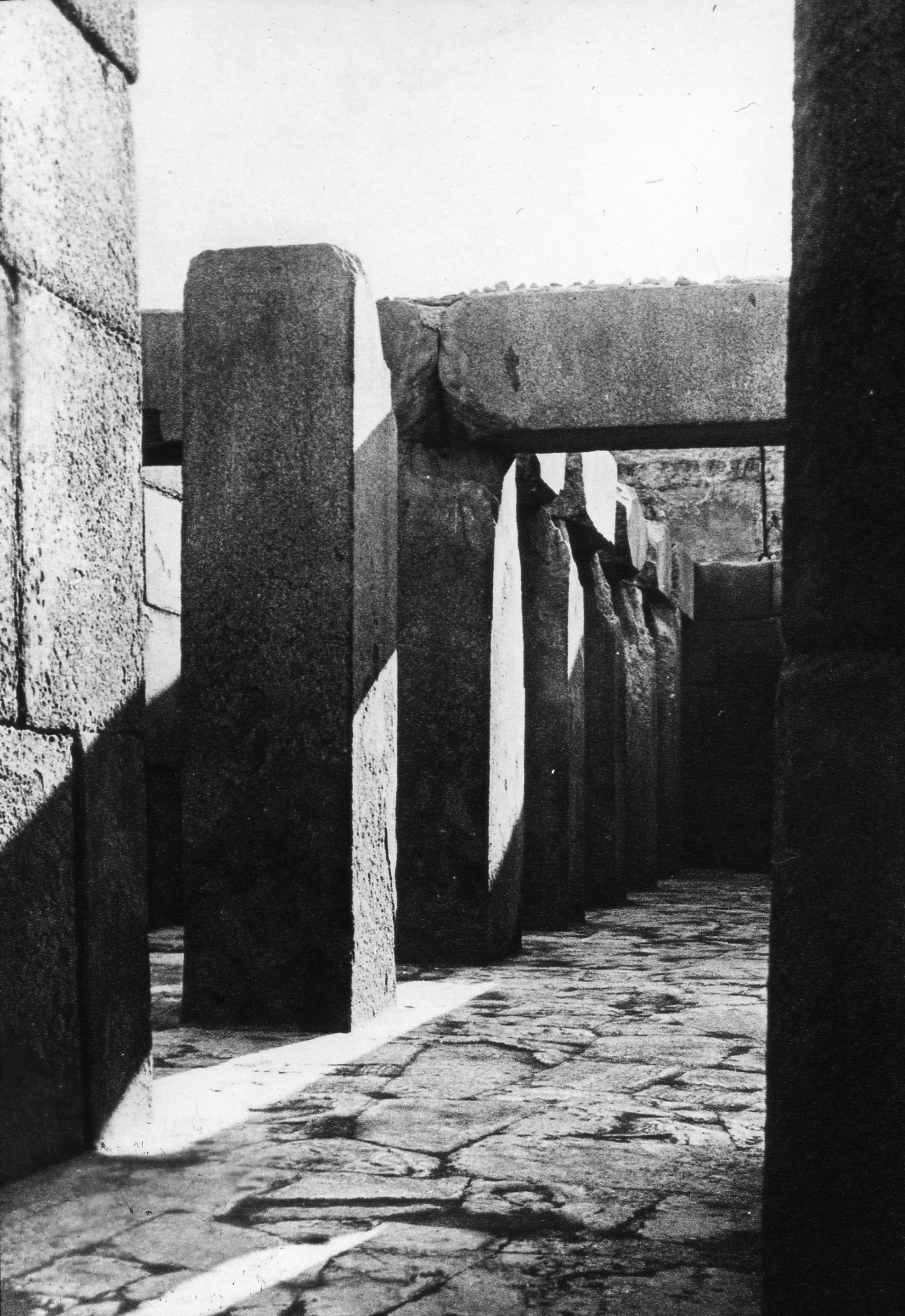
Rachefův údolní chrám

O Rachefově vládě toho není příliš mnoho známo. Na trůn nastoupil po svém bratrovi Radžedefovi, historikové Manehto a Hérodotos jej však považovali za nástupce jeho otce Chufua (Cheopse). S největší pravděpodobností vládl podobným způsobem jako jeho otec, tedy jako nikým neomezený vládce s pevnou vládnoucí strukturou. I přesto, že vládl asi 24 let, dokázal postavit několik výjimečných staveb, druhou největší pyramidu, dokončit otcem Chufuem rozestavěnou Velkou sfingu. Jeho sídelním městem byl Mennofer.

## Králova hrobka
Rachef se do historie zapsal hlavně díky své hrobce, jeho pyramida je druhou největší, která kdy byla v Egyptě postavena. Její vrcholek má dodnes zachovalý vápencové obložením. Nachází se na pohřebišti v Gíze společně s Chufuovou a Menkaureovou. Její rozměry jsou úctyhodné, základna měří 215,3×215,3 m a dosahuje výšky 143,7 m. Nedaleko pyramidy ve směru k Nilu byl vybudován údolní chrám z červeného granitu, který se ve značném rozsahu zachoval. V blízkosti tlap sfingy je částečně zachovaný chrám sfingy. Mezi tlapami je stéla, kterou zde mnohem později nechal vložit Thutmose IV., když byla opět odkryta od navátého písku (asi 1400 let př. n. l.).